# 2015年哥本哈根连环枪击案
 2015年哥本哈根连环枪击案是於欧洲中部时间2015年2月14日16:00在丹麦哥本哈根名为“艺术、亵渎和言论自由”的纪念1月份查理周刊总部枪击案受害者的公众活动中发生的一宗枪击案。最值得注意的是，被认为是枪击案的主要目标的艺术家拉尔斯·威尔克斯（Lars Vilks）参与了本次会议。其他出席人员包括丹麦人民党议会成员杰特·普尔斯纳·达利（Jette Plesner Dali）和法国驻丹麦大使弗朗索瓦·泽米雷（Francois Zimeray）。事件中共有1名平民死亡，另外有3名警察受伤。
枪击案数小时后，位于市区水晶街（Krystalgade）附近的犹太教堂发生第二起枪击案，造成1名平民死亡，两名警察受伤。目前尚未证实是否与枪击案有关。

## 炸药桶咖啡店枪击案

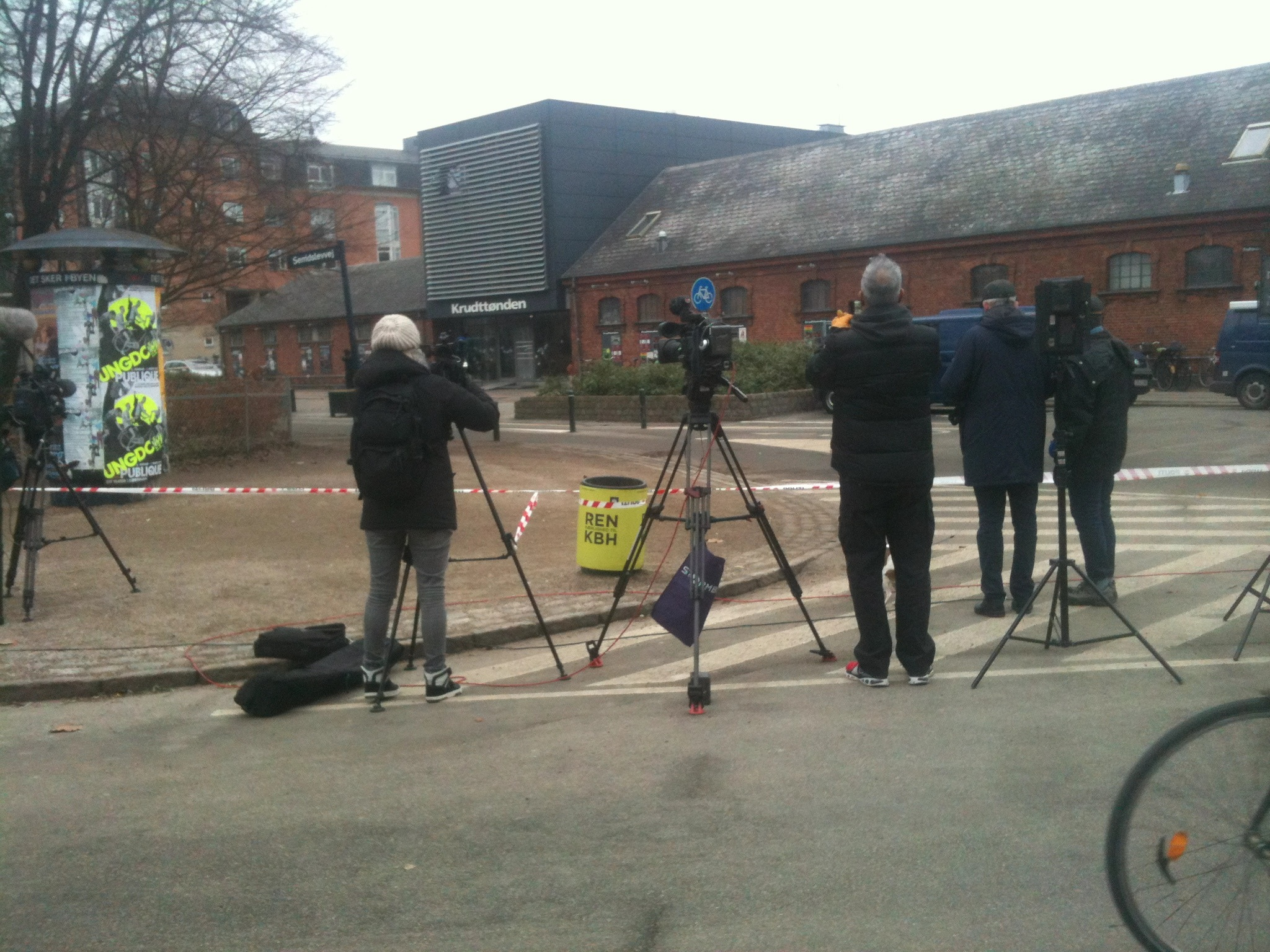
2月14日Krudttønden现场警戒线后采访的记者

致力于支持瑞典艺术家拉尔斯·威尔克斯言论自由权的丹麦组织拉尔斯·威尔克斯委员会，宣布了名为“艺术、亵渎和言论自由”（丹麥語：Kunst, blasfemi og ytringsfrihed）的公共研讨会。活动2015年2月14日欧洲中部时间15:00于丹麦哥本哈根的Østerbro区Østerfælled Torv街的Krudttønden文化中心举办。会议原定讨论1月份针对法国讽刺周刊《查理周刊》的袭击案。
15:33，一名55岁的出席活动男子被打死。3名警察被流弹打伤，其中两名是隶属于丹麦安全和情报局的保镖。警察们返回现场驳火，迫使袭击者逃离现场。现场的窗户至少留下30个弹孔，可以从知名的爵士音乐会场所看到。法国驻丹麦大使弗朗索瓦·泽米雷参加了本次会议，他表示：“直觉上我认为至少有50声枪响，但这里的警方说有200枪。”
其他出席活动的人士还有FEMEN女权活动家伊娜·舍甫琴科、在会上发言的《Dagbladet Information》编辑尼尔斯·伊瓦尔·拉森和组织者赫勒·莫雷特·百利，百利表示袭击针对的目标是威尔克斯。
案发后，犯罪嫌疑人乘坐一辆胁持过来的深色大众波罗逃离现场，警方警告潜在的目击者直接碰到他们时，不要接近车辆。这辆车后来被发现荒废在几公里之外的地方。
丹麦警方表示，他们调查出案件属恐怖行为，目的有可能是企图暗杀威尔克斯，但尚未清楚肇事者的明确动机。

## 犹太教堂枪击案

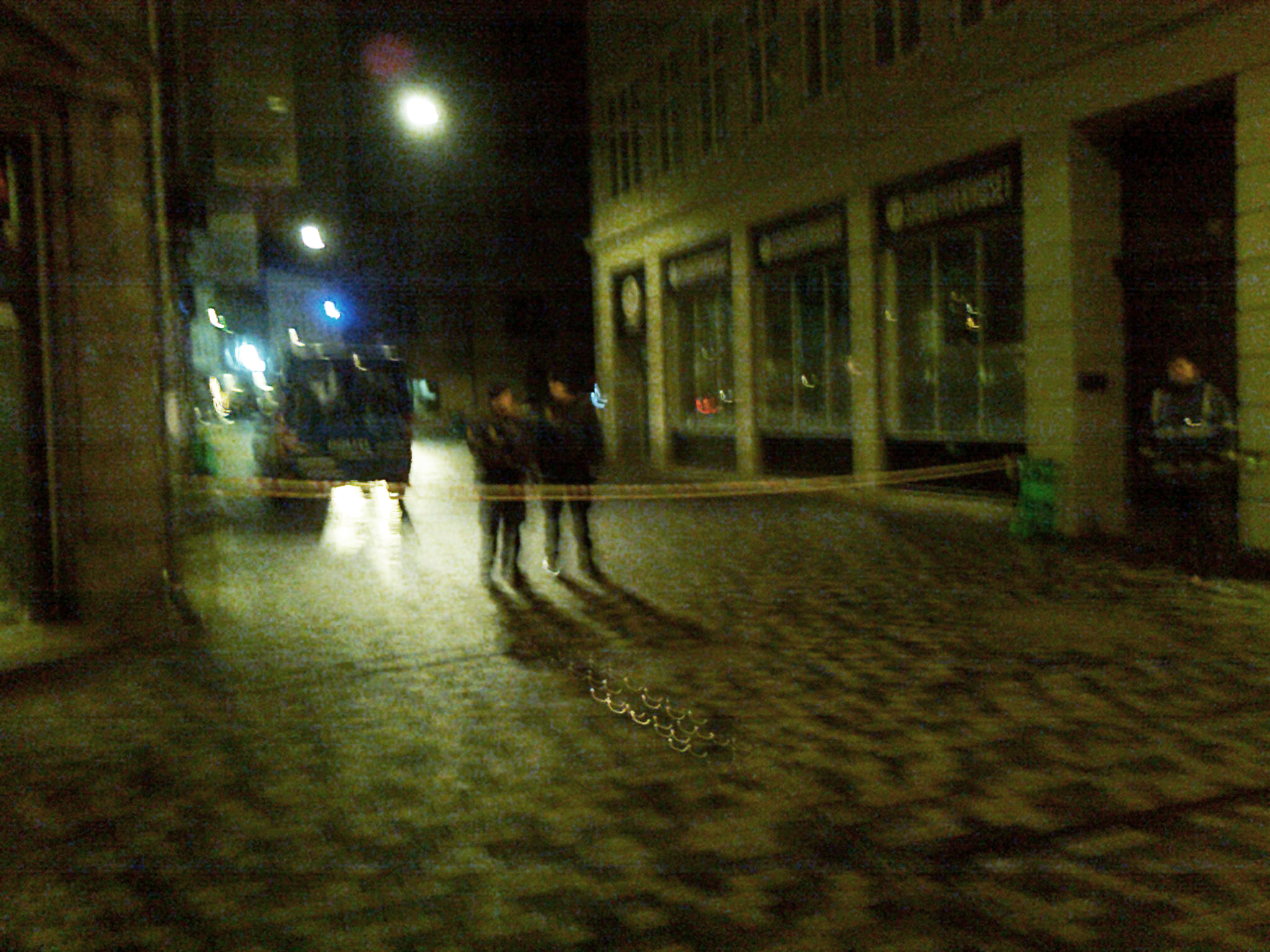
案发三小时后警方封锁了通往车站的Strøget步行街的部分路段

次日凌晨00:50，哥本哈根市中心水晶街的犹太会堂再度爆发枪击案。当时有80人在那里参加宗教仪式。
来自犹太社区38岁的丹·乌赞当时负责安保，后来因头部中枪身亡。枪手还朝两名丹麦安全和情报局官员的胳膊和腿部开枪。警方疏散了附近的Nørreport站，禁止列车停靠。此处是全国最繁忙的铁路枢纽，临近发生枪击案的犹太教堂。

## 反应
通过监控摄像头录像，安全部队追踪到枪手。警方2月15日04:50左右于哥本哈根北部Nørrebro车站附近的多种族社区开枪打死枪手。该名男子接近在警方监视下的一幢公寓楼，枪手在两起袭击间的空隙曾到过这里。警方叫了枪手一声，遭到枪手开火还击。首席警督表示：“警方特种部队击毙的匪徒是潜藏在两起暗杀案背后的人物。”
嫌疑枪手名叫奥马尔·阿卜杜勒·哈米德·侯赛因。丹麦警方表示该名22歲男子是丹麦情报部门的重点监视对象。
2月16日，有两名男子被指控协助埃尔-侯赛因。
55岁电影导演芬恩·诺佳德（Finn Nørgaard）在炸药桶咖啡馆袭击案中遇害，他曾导演和制作丹麦电视台的纪录片。
38岁平民丹·乌赞在大教堂袭击案中被杀害。他住在犹太社区，有着以色列和丹麦血统，在约80人参与成年礼仪式时站在门口负责安保。

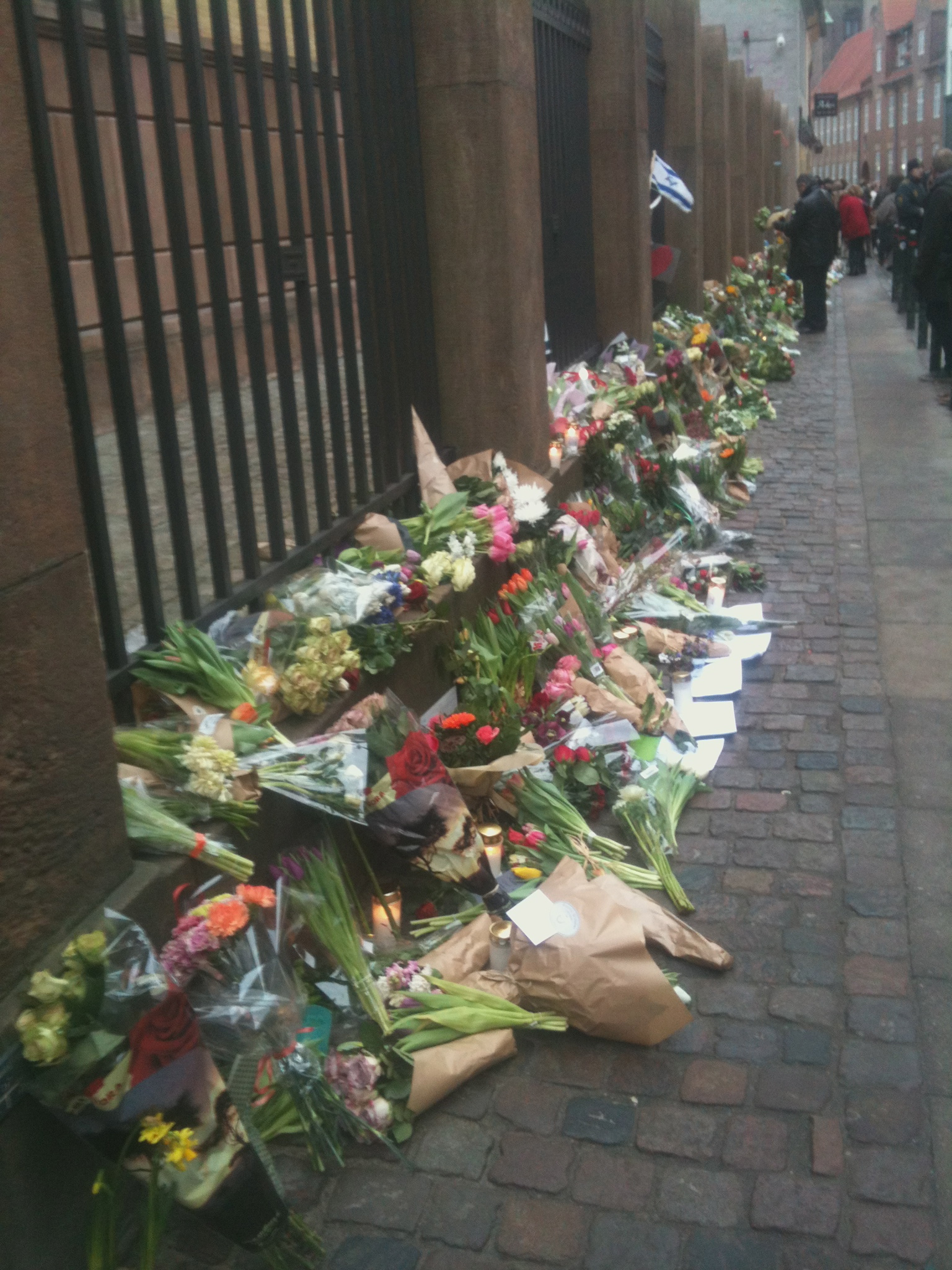
案发翌日2月15日犹太会堂门前的鲜花，一名丹麦籍犹太人在这里遇害

### 国内
丹麦女王玛格丽特二世透过Ritzau评论道：“我带着悲伤了解过去几天发生的事件。我认为遇害的导演和犹太社区年轻保安成了犯罪者的行动目标，”女王在一份书面评论中表示，“在这样一个严峻的形势下我们必须团结一致，珍惜丹麦所基于的价值观。”首相赫勒·托宁-施密特谴责“恐怖行为愤世嫉俗”，并表示，“我们还不知道袭击的动机，但我们坚信有股势力想要损害国家，希望粉碎我们的言论自由，我们的信仰自由。我们没有参与到伊斯兰国和西方国家之间的斗争中，这也不是一场穆斯林对抗非穆斯林的战斗。”
教堂的拉比贾伊尔·梅尔基奥尔表示：“恐怖势力不是转移到以色列的原因……希望警方恪守职责（破案），但我们的生活自然还得继续。恐怖势力的目标是改变我们的生活，我们不能让它得逞……我们失去了亲爱的社区成员，现在我们应继承他的事业，继续像往常一样帮助生活在丹麦的犹太人。这才是对凶狠、残忍和懦弱的恐怖行为的回答。”丹麦伊斯兰议会谴责了此次袭击，表示：“丹麦伊斯兰议会邀请每个丹麦社会人士在打击极端主义和恐怖主义的斗争中团结起来。”

### 国际
袭击被外国领导人谴责，其中包括澳大利亚总理托尼·艾伯特、法国总统弗朗索瓦·奥朗德、荷兰首相马克·吕特、挪威首相埃尔娜·索尔伯格、罗马尼亚总统克劳斯·约翰尼斯和英国首相大卫·卡梅隆。
以色列总理本雅明·内塔尼亚胡表示“我们向丹麦人民和丹麦的犹太社区送去慰问。再次有犹太人仅仅因为是犹太人在欧洲的土地上遇害。这波恐怖袭击预计将持续，包括这些反犹太主义的凶残袭击。很显然犹太人应该受到每个国家的保护，但……以色列是每个犹太人的家……以色列张开双臂等待你的归来。”

### 国际组织
欧盟委员会发表声明谴责袭击：“欧盟委员会和驻哥本哈根高级代表谴责本次至少谋害两名公民生命并打伤数人的袭击。尽管生命是一个人最重要的事情，我们的思绪是跟受害者及其家人同在的。全欧洲与丹麦团结一致坚持言论自由和表达自由的权利。我们对抗反犹太主义和一切形式的歧视。欧洲不会被吓倒。”欧洲理事会主席唐纳德·图斯克表示星期六的袭击“是针对我们的核心价值观和言论自由的另一种野蛮恐怖袭击。”
查禁目录首席执行官朱迪·金斯伯格表示，“自由表达、参与会议和辩论而不用担心暴力，是自由社会的基础，言论自由必须得到保护。”
伊扎布特斯堪的纳维亚分部的新闻稿并未谴责袭击，但丹麦的政治家及其其他人都在责怪：“当你想到他们的手沾满多少鲜血，丹麦政客和舆论导向者都没有道德权威用暴力来指定穆斯林还是非穆斯林……我们身为一个穆斯林社群，应该不要在任何情况下屈服于压力或是接受前提，伊斯兰教正在被审判。”